# Bonnetia cordifolia
Bonnetia cordifolia är en tvåhjärtbladig växtart som beskrevs av B. Maguire. Bonnetia cordifolia ingår i släktet Bonnetia och familjen Bonnetiaceae. Inga underarter finns listade i Catalogue of Life.